# Bob ai XIV Giochi olimpici invernali - Bob a quattro maschile
La gara di bob a quattro maschile ai XIV Giochi olimpici invernali si è disputata il 17 febbraio e il 18 febbraio a Trebević.

## Atleti iscritti
| America (12)                                                        | America (12)                                                  | America (12)                                       |
| ------------------------------------------------------------------- | ------------------------------------------------------------- | -------------------------------------------------- |
| - Canada (4)                                                        | - Stati Uniti (8)                                             |                                                    |
| Asia (8)                                                            |                                                               |                                                    |
| - Giappone (4)                                                      | - Taipei cinese (4)                                           |                                                    |
| Europa (76)                                                         |                                                               |                                                    |
| - Austria (8) - Francia (4) - Germania Est (8) - Germania Ovest (8) | - Italia (8) - Jugoslavia (8) - Regno Unito (8) - Romania (4) | - Svezia (4) - Svizzera (8) - Unione Sovietica (8) |

## Risultati
| Pos. | Nazione             | Atleti                                                                 | Manche1 | Manche2 | Manche3 | Manche4 | Totale  | Distacco |
| ---- | ------------------- | ---------------------------------------------------------------------- | ------- | ------- | ------- | ------- | ------- | -------- |
|      | Germania Est I      | Wolfgang Hoppe Roland Wetzig Dietmar Schauerhammer Andreas Kirchner    | 49.65   | 50.18   | 50.18   | 50.21   | 3:20.22 |          |
|      | Germania Est II     | Bernhard Lehmann Bogdan Musiol Ingo Voge Eberhard Weise                | 49.69   | 50.33   | 50.32   | 50.44   | 3:20.78 | +0.56    |
|      | Svizzera I          | Silvio Giobellina Heinz Stettler Urs Salzmann Rico Freiermuth          | 49.92   | 50.48   | 50.49   | 50.50   | 3:21.39 | +1.17    |
| 4    | Svizzera II         | Ekkehard Fasser Hans Märchy Kurt Poletti Rolf Strittmatter             | 50.46   | 50.60   | 50.81   | 51.03   | 3:22.90 | +2.68    |
| 5    | Stati Uniti I       | Jeff Jost Joe Briski Tom Barnes Hal Hoye                               | 50.83   | 50.97   | 50.89   | 50.64   | 3:23.33 | +3.11    |
| 6    | Unione Sovietica I  | Jānis Ķipurs Māris Poikāns Ivars Bērzups Aivars Šnepsts                | 50.19   | 50.96   | 51.19   | 51.17   | 3:23.51 | +3.29    |
| 7    | Romania I           | Dorin Degan Cornel Popescu Gheorghe Lixandru Costel Petrariu           | 50.58   | 50.88   | 51.06   | 51.24   | 3:23.76 | +3.54    |
| 8    | Italia II           | Guerrino Ghedina Stefano Ticci Paolo Scaramuzza Andrea Meneghin        | 50.66   | 50.93   | 51.00   | 51.18   | 3:23.77 | +3.55    |
| 9    | Germania Ovest I    | Klaus Kopp Gerhard Oechsle Günter Neuburger Hajo Schuhmacher           | 50.71   | 51.09   | 51.01   | 51.34   | 3:24.15 | +3.93    |
| 10   | Austria I           | Walter Delle Karth Günter Krispel Ferdinand Grössing Hans Lindner      | 50.60   | 51.14   | 51.19   | 51.28   | 3:24.21 | +3.99    |
| 11   | Austria II          | Peter Kienast Franz Siegl Gerhard Redl Christian Mark                  | 50.83   | 51.27   | 51.29   | 51.24   | 3:24.63 | +4.41    |
| 12   | Unione Sovietica II | Zintis Ėkmanis Jānis Skrastiņš Rihards Kotāns Vladimir Aleksandrov     | 51.08   | 51.36   | 51.28   | 51.48   | 3:25.20 | +4.98    |
| 13   | Francia I           | Gérard Christaud-Pipola Philippe Aurox Philippe Stott Patrick Lachaud  | 50.77   | 51.51   | 51.50   | 51.48   | 3:25.26 | +5.04    |
| 14   | Germania Ovest II   | Anton Fischer Franz Nießner Hans Metzler Uwe Eisenreich                | 51.08   | 51.39   | 51.48   | 51.36   | 3:25.31 | +5.09    |
| 15   | Gran Bretagna II    | Gomer Lloyd Howard Smith Gus McKenzie Peter Brugnani                   | 51.15   | 51.11   | 51.44   | 51.64   | 3:25.34 | +5.12    |
| 16   | Stati Uniti II      | Brent Rushlaw Ed Card James Tyler Frank Hansen                         | 51.04   | 51.35   | 51.58   | 51.53   | 3:25.50 | +5.28    |
| 17   | Italia I            | Alex Wolf Georg Beikircher Pasquale Gesuito Umberto Prato              | 51.12   | 51.19   | 51.57   | 51.63   | 3:25.51 | +5.29    |
| 18   | Canada I            | Alan MacLachlan Clarke Flynn Robert Wilson David Leuty                 | 51.48   | 51.66   | 51.55   | 51.78   | 3:26.47 | +6.25    |
| 19   | Jugoslavia I        | Zdravko Stojnić Mario Franjić Siniša Tubić Nikola Korica               | 51.32   | 51.90   | 51.65   | 51.61   | 3:26.48 | +6.26    |
| 20   | Gran Bretagna I     | Mike Pugh Tony Wallington Corrie Brown Mark Tout                       | 51.52   | 51.84   | 51.68   | 51.89   | 3:26.93 | +6.71    |
| 21   | Svezia I            | Carl-Erik Eriksson Tommy Johansson Ulf Åkerblom Nils Stefansson        | 51.57   | 51.82   | 51.94   | 51.74   | 3:27.07 | +6.85    |
| 22   | Taipei cinese I     | Wu Dien-Cheng Sun Kuang-Ming Wu Chung-Chou Chen Chin-San               | 51.45   | 52.15   | 52.03   | 51.95   | 3:27.58 | +7.36    |
| 23   | Jugoslavia II       | Nenad Prodanović Ognjen Sokolović Zoran Sokolović Borislav Vujadinović | 51.62   | 51.96   | 52.35   | 52.38   | 3:28.31 | +8.09    |
| 24   | Giappone I          | Hiroshi Okachi Yuji Yaku Yuji Funayama Satoshi Sugawara                | 51.97   | 52.01   | 52.40   | 52.37   | 3:28.75 | +8.53    |